# Antoine-René de Voyer de Paulmy d'Argenson

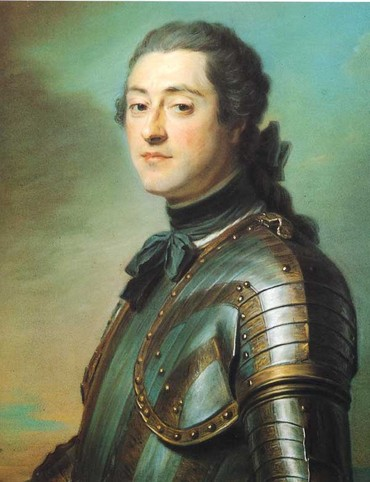
Antoine-René de Voyer

Antoine-René de Voyer (22 tháng 11 năm 1722 tại Valenciennes – 13 tháng 8 năm 1787), là một nhà quý tộc Pháp, hầu tước của Paulmy và sau đó là Argenson. Ông cũng là một nhà ngoại giao, một chính khách.
Antoine-René de Voyer la con trai độc nhất của René Louis de Voyer de Paulmy d'Argenson, cũng là một chính khách danh tiếng, và Marie-Madeleine Méliand. Phục vụ cho vua Louis XV, Antoine-René de Voyer từng giữ chức đại sứ của Pháp tại Thụy Sĩ, Ba Lan, Venisia và Roma. Trong khoảng thời gian 1 tháng 1 năm 1757 tới 3 tháng 3 năm 1758, ông giữ chức secrétaire d'État de la Guerre, tương đương bộ trưởng Quốc phòng. Antoine-René de Voyer cũng là một học giả có tiếng. Ông được bầu vào Viện Hàn lâm Pháp năm 1748, sau đó là Viện Hàn lâm khoa học và Viện Hàn lâm Văn chương.